# Melanaphis graminisucta
Melanaphis graminisucta är en insektsart. Melanaphis graminisucta ingår i släktet Melanaphis och familjen långrörsbladlöss. Inga underarter finns listade i Catalogue of Life.